# Fake (Mr.Children單曲)
《Fake》（日語：フェイク），是日本樂團Mr.Children的第30張單曲。2007年1月24日限定生產40萬張發行。

## 簡介
在前作《印記》兩個月之後就發行。只收錄《Fake》一首曲目，售價定在500日圓的低位，限定生產40萬張。是《花 -Mémento-Mori-》以來只收錄一首曲目的單曲。
是漫畫改編的電影《多羅羅》的主題曲。
發行後遭搶購潮，首週銷量就達28萬張。不久之後，Oricon公信榜就統計售出32萬多張。自此之後，雖然理論上還有8萬張的聲譽，但由於網上預訂提前發貨、Oricon統計漏洞、租賃佔去部分份額等因素，市場上已經再也難以找到流通盤了，很多人都不惜高價求轉讓。
是典型的先行單曲，為將在3月發行的專輯《HOME》（收錄《Fake》）預熱。

## 收錄曲目
1. Fake（フェイク）
作詞、作曲：櫻井和壽；編曲：小林武史 & Mr.Children
東宝系電影《多羅羅》主題曲

## 外部連結
- 唱片介紹（页面存档备份，存于） Mr.Children官方網站